# Ludwig Stantz
Ludwig Stantz, né le 18 septembre 1801 à Berne et mort le 20 avril 1871 dans la même ville, est un peintre sur verre, écrivain d'art, héraldiste et restaurateur suisse.

## Biographie
Ludwig Stantz naît le 18 septembre 1801 à Berne. Il est le fils du tanneur Samuel Karl S. et de Rosina Katharina née Blauner. La famille de son père était installée à Berne depuis 1602. Le 20 mars 1800, le père de Ludwig avait été admis comme membre de la société des commerçants. Rosina est sa première épouse.
Il fréquente à Berne « l'école verte » jusqu'au gymnasium supérieur, puis, au lieu de la théologie, il étudie la médecine dans sa ville natale et à Göttingen, où il obtient en 1825 le titre de docteur en médecine et en chirurgie. Ludwig Stantz n'obtient cependant pas son diplôme d'État à Berne, car un oncle, le commerçant Emanuel S., l'appelle chez lui à Hocbstrasse, près de Constance. L'héritage de cet oncle (décédé en 1828) lui permet de s'adonner à son goût pour le dessin d'ornementation en plus de l'exploitation agricole. Le 21 octobre 1831, il se marie avec la baronne Antonia von Schauenburg von Gaisbach. Le désir d'apprendre profondément le vitrail le pousse à vendre son domaine et à apprendre le soufflage du verre et la préparation des couleurs dans les verreries de la Forêt-Noire et à Munich. Il construit ensuite un atelier de vitrail à Constance, d'où partent bientôt des vitres peintes d'une exécution soignée qui sont envoyées dans les châteaux environnants, chez le grand-duc de Bade et chez le prince de Fürstenberg. Réduit à l'inactivité par l'année révolutionnaire de 1848, il s'installe à Berne et installe son atelier dans le manoir Maisonnette à la Laupenstrasse, puis (1851) dans sa propriété de Falkenburg sur la Großen Schanze.
Il déploie une grande activité pour le cortège historique de 1853, pour lequel il dessine les costumes. De 1850 à 1858, il s'occupe de la réalisation des armoiries que les 13 corporations de la ville offrent au nouveau bâtiment de Pfister. Il réalise également les vitraux que le Dr. A. v. Gonzenbach vénérait à la société « Zum Distelzwang ». En 1860 et 1861, il fournit les armoiries des 22 cantons pour l'ancienne salle du Conseil des États, qui ornent aujourd'hui la cage d'escalier du Musée historique de Berne. De 1854 à 1864, il conçoit, avec l'aide de Christian Bühler, les cartons pour les vitraux du château d'Oberhofen, qui sont exposés en 1865 au Erlacherhof avec des représentations de l'histoire du château. En 1868, le vitrail du chœur sur le côté sud de la cathédrale avec des scènes du Nouveau Testament dans des médaillons, classées d'après les cartons de S.t., sont réalisés dans son atelier par R. Gleichauf et Th. Spieß du Grand-Duché de Bade et H. Müller de Berne. Par ailleurs, un grand nombre de vitraux armoriés pour des particuliers sont sortis de son atelier, ainsi qu'une série de restaurations de vitraux anciens.
En 1852, le maître participe à l'exposition d'art de Berne avec des peintures sur verre représentant des scènes de guerre. En 1859, il vend pour 300 Frédéric d'or le précieux armorial du chevalier Conrad von Grünenberg au k. preußische Heroldsamt de Berlin. Son « Münsterbuch », qu'il publie en 1865, repose sur des études approfondies.
En avril 1871, Ludwig Stantz est atteint de la variole, maladie que les Français internés ont propagée, à laquelle il succombe au bout de six jours seulement, le 20 avril 1871 à Berne.

## Héritage et autres activités
Les manuscrits de son riche héritage littéraire sont parvenus en partie à la bibliothèque de la ville de Berne (énumérés par M. Tripet), en partie à l'héraldiste Christian Bühler (et de celui-ci à l'héraldiste R. Münger). Le Musée historique de Berne possède un portrait de Ludwig Stantz peint par Sulzer. Ludwig Stantz fut membre du conseil de la bourgeoisie à partir de 1850 et de la commission de la bibliothèque à partir de 1854, dont il fut président à partir de 1856. Il était également président de la société de son père, la « Gesellschaft zu Kaufleuten ».